# Полярний розчинник
Пол́ярний розч́инник — розчинник, молекули якого є диполями. Дипольний момент молекул розчинника визначає такі їхні властивості, як висока (в порівнянні з неполярними розчинниками) температура кипіння і температура плавлення, здатність сольватувати йони, висока (>10) діелектрична проникність. Прикладами полярного розчинника є вода, спирти.
Полярність розчинника — якісне поняття, яке використовується у випадку розчинників, молекули яких є полярними, характеризується величиною Z, йонізуючою здатністю. Не досить точний термін, що стосується загальної здатності розчинника сольватувати розчинене (у випадку хімічної рівноваги — реактанти та продукти, у випадку швидкості реакції — реактанти та перехідний стан, у випадку поглинання світла — основний та збуджений стани). Залежить від дії усіх можливих неспецифічних та специфічних взаємодій між розчиненим та розчинником, за винятком тих взаємодій, які ведуть до хімічних змін їх молекулярних частинок. У певних випадках значення терміна обмежується неспецифічними взаємодіями.